# Lustsee (Langwedel)
Der Lustsee ist ein See im Kreis Rendsburg-Eckernförde im deutschen Bundesland Schleswig-Holstein nördlich der Ortschaft Langwedel. Der See ist ca. 18 ha groß und bis zu 9,0 m tief. Die Badestelle am Lustsee weist eine ausgezeichnete Wasserqualität auf. Der Name tritt erstmals 1418 als Luszee schriftlich in Erscheinung. Der Name leitet sich wohl vom mittelniederdeutschen Wort lūs, lūsch für 'Schilf' ab.